# Casa Lamaignere
La Casa Lamaignere és un edifici residencial situat a l'Esplanada d'Espanya número 3 de la ciutat d'Alacant, País Valencià.

## Edifici
És un edifici d'habitatges que data de 1918, obra de l'arquitecte alacantí Juan Vidal i Ramos. Està al costat de la Casa Carbonell, projectada el 1920 pel mateix arquitecte i que realitzaria amb posterioritat. Presenta elements arquitectònics historicistes i del modernisme valencià.
Va ser construïda a instàncies de l'empresari José Lamaignere Rodes per a destinar-la a habitatges de lloguer. Va reservar-se l'entresòl per a comerços i les oficines de les seues pròpies empreses. Consta de planta baixa i sis altures.
Pot observar-se ornamentació d'estil modernista en la part inferior de les balconades i finestrals tant de la façana com del mirador que fa xamfrà. En les successives reformes la façana ha perdut part del seu aspecte original. L'any 2014 la façana de l'edifici va ser rehabilitada.